# Al-Raji
Al-Raji es una localidad de Arabia Saudí cerca de al-Najdiyya. Durante la época del profeta islámico Mahoma tuvo lugar aquí la Expedición de Al Raji. Algunos hombres pidieron que Mahoma enviara instructores para enseñarles el Islam, pero los hombres fueron sobornados por las dos tribus de Khuzaymah. Querían vengarse de la asesinato de Khalid bin Sufyan, por los seguidores de Mahoma. Según William Montgomery Watt, los siete hombres que envió Mahoma pueden haber sido espías para Mahoma e instructores para las tribus árabes. La afirmación de Watt de que eran espías y no misioneros se menciona en la colección de hadices suníes Sahih al-Bujari.